# Métro léger de Porto
Le Métro léger de Porto (Metro do Porto en portugais) est le réseau de métro léger de la ville de Porto, au Portugal. Ouvert en 2002, il comprend actuellement environ 67 km de voies et six lignes. Disposant de peu de sections souterraines, il ressemble aux métros légers allemands (Stadtbahn) ou prémétros belges. Le réseau est organisé autour de deux axes principaux : une liaison nord - sud (la ligne D) et un corridor est/nord-est - ouest partagé par la plupart des lignes (les lignes A, B, C, E et F) qui se séparent en branches sur les extrémités.

## Historique
Après des dizaines d'années de discussions, les travaux de la première ligne du métro de Porto ont commencé en 1990 pour s'achever en 2002. Il s'agissait à l'époque du plus grand projet de construction de l'Union européenne.
Mi-2006 la première phase s'est achevée avec l'ouverture de la cinquième ligne.
La deuxième phase était en cours de discussion, mais mi-2008, le gouvernement portugais a donné son accord (et surtout son appui financier) à la poursuite du développement du métro.
En 2008, la compagnie Metro do Porto a transporté 51,5 millions de passagers. 60,6 millions de passagers sont comptabilisés en 2017.

## Réseau

### Aperçu général
| Ligne                  | Terminus                                            | Inauguration                                 | Nom                      | Extension       |
| ---------------------- | --------------------------------------------------- | -------------------------------------------- | ------------------------ | --------------- |
|                        | Estádio do Dragão ↔ Senhor de Matosinhos            | 2003                                         | Ligne de Matosinhos      | Complète        |
|                        | Estádio do Dragão ↔ Póvoa de Varzim                 | 2005                                         | Ligne da Póvoa           | Complète        |
|                        | Campanhã ↔ ISMAI                                    | 2005                                         | Ligne de Maia/Trofa      | Complète        |
|                        | Hospital de São João ↔ Vila d'Este                  | 2005                                         | Ligne de Gaia            |                 |
|                        | Estádio do Dragão ↔ Aeroporto Francisco Sá Carneiro | 2006                                         | Ligne de l'Aéroport      | Complète        |
|                        | Senhora da Hora ↔ Fânzeres                          | 2011                                         | Ligne de Gondomar        | Complète        |
|                        | Casa da Música ↔ S.Bento                            | prévu 2025                                   | Ligne de Galiza          | En construction |
|                        | Casa da Música ↔ Santo Ovídio                       | prévu 2027                                   | Ligne de Gaia II         | En construction |
| Funicular dos Guindais | Batalha ↔ Ribeira                                   | 1891, fermeture en 1893, réouverture en 2004 | Funiculaire dos Guindais | Complète        |

### Ligne A
| Stations             | Correspondances   | Zone |  |
| -------------------- | ----------------- | ---- |  |
| Estádio do Dragão    | B, Bx, E, F       | C1   |  |
| Campanhã             | B, Bx, C, E, F    | C1   |  |
| Heroísmo             | B, Bx, C, E, F    | C1   |  |
| Campo 24 de Agosto   | B, Bx, C, E, F    | C1   |  |
| Bolhão               | B, Bx, C, E, F    | C1   |  |
| Trindade             | B, Bx, C, D, E, F | C1   |  |
| Lapa                 | B, Bx, C, E, F    | C1   |  |
| Carolina Michaëlis   | B, Bx, C, E, F    | C1   |  |
| Casa da Música       | B, Bx, C, E, F    | C1   |  |
| Francos              | B, Bx, C, E, F    | C1   |  |
| Ramalde              | B, Bx, C, E, F    | C2   |  |
| Viso                 | B, Bx, C, E, F    | C2   |  |
| Sete Bicas           | B, Bx, C, E, F    | C2   |  |
| Senhora da Hora      | B, Bx, C, E, F    | C2   |  |
| Vasco da Gama        |                   | C3   |  |
| Estádio do Mar       |                   | C3   |  |
| Pedro Espano         |                   | C3   |  |
| Parque de Real       |                   | C3   |  |
| Câmara de Matosinhos |                   | C3   |  |
| Matosinhos Sul       |                   | C3   |  |
| Brito Capelo         |                   | C3   |  |
| Mercado              |                   | C3   |  |
| Senhor de Matosinhos |                   | C3   |  |

### Ligne B
| Stations           | Correspondances   | Zone |  |
| ------------------ | ----------------- | ---- |  |
| Estádio do Dragão  | A, Bx, E, F       | C1   |  |
| Campanhã           | A, Bx, C, E, F    | C1   |  |
| Heroísmo           | A, Bx, C, E, F    | C1   |  |
| Campo 24 de Agosto | A, Bx, C, E, F    | C1   |  |
| Bolhão             | A, Bx, C, E, F    | C1   |  |
| Trindade           | A, Bx, C, D, E, F | C1   |  |
| Lapa               | A, Bx, C, E, F    | C1   |  |
| Carolina Michaëlis | A, Bx, C, E, F    | C1   |  |
| Casa da Música     | A, Bx, C, E, F    | C1   |  |
| Francos            | A, Bx, C, E, F    | C1   |  |
| Ramalde            | A, Bx, C, E, F    | C2   |  |
| Viso               | A, Bx, C, E, F    | C2   |  |
| Sete Bicas         | A, Bx, C, E, F    | C2   |  |
| Senhora da Hora    | A, Bx, C, E, F    | C2   |  |
| Fonte do Cuco      | C, E              | C5   |  |
| Custóias           | E                 | C5   |  |
| Esposade           | E                 | C5   |  |
| Crestins           | E                 | N10  |  |
| Verdes             | E                 | N10  |  |
| Pedras Rubras      | Bx                | N10  |  |
| Lidador            |                   | N10  |  |
| Vilar de Pinheiro  |                   | N10  |  |
| Modivas Sul        |                   | N10  |  |
| Modivas Centro     |                   | N10  |  |
| Mindelo            | Bx                | N2   |  |
| Espaço Natureza    |                   | N2   |  |
| Varziela           | Bx                | N2   |  |
| Árvore             |                   | N2   |  |
| Azurara            |                   | N2   |  |
| Santa Clara        | Bx                | N3   |  |
| Vila do Conde      | Bx                | N3   |  |
| Alto de Pêga       |                   | N3   |  |
| Portas Fronhas     | Bx                | N3   |  |
| São Brás           |                   | N3   |  |
| Póvoa de Varzim    | Bx                | N3   |  |

### Ligne C
| Stations           | Correspondances   | Zone |  |
| ------------------ | ----------------- | ---- |  |
| Campanhã           | A, B, Bx, E, F    | C1   |  |
| Heroísmo           | A, B, Bx, E, F    | C1   |  |
| Campo 24 de Agosto | A, B, Bx, E, F    | C1   |  |
| Bolhão             | A, B, Bx, E, F    | C1   |  |
| Trindade           | A, B, Bx, D, E, F | C1   |  |
| Lapa               | A, B, Bx, E, F    | C1   |  |
| Carolina Michaëlis | A, B, Bx, E, F    | C1   |  |
| Casa da Musica     | A, B, Bx, E, F    | C1   |  |
| Francos            | A, B, Bx, E, F    | C1   |  |
| Ramalde            | A, B, Bx, E, F    | C2   |  |
| Viso               | A, B, Bx, E, F    | C2   |  |
| Sete Bicas         | A, B, Bx, E, F    | C2   |  |
| Senhora da Hora    | A, B, Bx, E, F    | C2   |  |
| Fonte do Cuco      | B, E              | C5   |  |
| Cândido dos Reis   |                   | C5   |  |
| Pias               |                   | C5   |  |
| Araújo             |                   | C5   |  |
| Custió             |                   | C5   |  |
| Parque Maia        |                   | C5   |  |
| Fórum Maia         |                   | C5   |  |
| Zona Industrial    |                   | N11  |  |
| Mandim             |                   | N11  |  |
| Castêlo da Maia    |                   | N11  |  |
| ISMAI              |                   | N11  |  |

### Ligne D
| Stations           | Correspondances   | Zone |  |
| ------------------ | ----------------- | ---- |  |
| Hospital São João  |                   | C6   |  |
| IPO                |                   | C6   |  |
| Pólo Universitário |                   | C6   |  |
| Salgueiros         |                   | C1   |  |
| Combatentes        |                   | C1   |  |
| Marquês            |                   | C1   |  |
| Faria Guimarães    |                   | C1   |  |
| Trindade           | A, B, Bx, C, E, F | C1   |  |
| Aliados            |                   | C1   |  |
| São Bento          |                   | C1   |  |
| Jardim do Morro    |                   | S8   |  |
| General Torres     |                   | S8   |  |
| Câmara de Guia     |                   | S8   |  |
| João de Deus       |                   | S8   |  |
| D. João II         |                   | S8   |  |
| Santo Ovídio       |                   | S8   |  |

### Ligne E
| Stations           | Correspondances   | Zone |  |
| ------------------ | ----------------- | ---- |  |
| Estádio do Dragão  | A, B, Bx, F       | C1   |  |
| Campanhã           | A, B, Bx, C, F    | C1   |  |
| Heroísmo           | A, B, Bx, C, F    | C1   |  |
| Campo 24 de Agosto | A, B, Bx, C, F    | C1   |  |
| Bolhão             | A, B, Bx, C, F    | C1   |  |
| Trindade           | A, B, Bx, C, D, F | C1   |  |
| Lapa               | A, B, Bx, C, F    | C1   |  |
| Carolina Michaëlis | A, B, Bx, C, F    | C1   |  |
| Casa da Música     | A, B, Bx, C, F    | C1   |  |
| Francos            | A, B, Bx, C, F    | C1   |  |
| Ramalde            | A, B, Bx, C, F    | C2   |  |
| Viso               | A, B, Bx, C, F    | C2   |  |
| Sete Bicas         | A, B, Bx, C, F    | C2   |  |
| Senhora da Hora    | A, B, Bx, C, F    | C2   |  |
| Fonte do Cuco      | B, C              | C5   |  |
| Custóias           | B                 | C5   |  |
| Esposade           | B                 | C5   |  |
| Crestins           | B                 | N10  |  |
| Verdes             | B                 | N10  |  |
| Botica             |                   | N10  |  |
| Aeroporto          |                   | N10  |  |

### Ligne F
| Stations           | Correspondances   | Zone |  |
| ------------------ | ----------------- | ---- |  |
| Fânzeres           |                   | C8   |  |
| Venda Nova         |                   | C8   |  |
| Carreira           |                   | C9   |  |
| Baguim             |                   | C9   |  |
| Campainha          |                   | C9   |  |
| Rio Tinto          |                   | C9   |  |
| Levada             |                   | C9   |  |
| Nau Vitória        |                   | C6   |  |
| Nasoni             |                   | C6   |  |
| Contumil           |                   | C6   |  |
| Estádio do Dragão  | A, B, Bx, E       | C1   |  |
| Campanhã           | A, B, Bx, C, E    | C1   |  |
| Heroísmo           | A, B, Bx, C, E    | C1   |  |
| Campo 24 de Agosto | A, B, Bx, C, E    | C1   |  |
| Bolhão             | A, B, Bx, C, E    | C1   |  |
| Trindade           | A, B, Bx, C, D, E | C1   |  |
| Lapa               | A, B, Bx, C, E    | C1   |  |
| Carolina Michaëlis | A, B, Bx, C, E    | C1   |  |
| Casa da Música     | A, B, Bx, C, E    | C1   |  |
| Francos            | A, B, Bx, C, E    | C1   |  |
| Ramalde            | A, B, Bx, C, E    | C2   |  |
| Viso               | A, B, Bx, C, E    | C2   |  |
| Sete Bicas         | A, B, Bx, C, E    | C2   |  |
| Senhora da Hora    | A, B, Bx, C, E    | C2   |  |

## Exploitation

### Contrat
De 2010 à 2018, le réseau était géré par le consortium ViaPORTO (Groupe Barraqueiro, Deutsche Bahn Arriva, Keolis et Manvia). Fin avril 2015, l'exploitation et la maintenance du métro de Porto sont confiées, pour une durée de 10 ans, à un groupement espagnol composé de Transports Metropolitans de Barcelona (TMB) et Moventis mais cette attribution, fortement critiquée par l'opposition politique et les syndicats, est finalement annulée à la suite du non-paiement des garanties financières prévues au contrat par TMB et Moventis,. En avril 2018, la gestion est confiée au Groupe Barraqueiro seul, pour une durée de 7 ans à un prix d'environ 204,3 millions d'euros.

### Matériel roulant
| Constructeur                               | Modèle        | Nombre | Numérotation    | Années delivraison | Longueur  |
| ------------------------------------------ | ------------- | ------ | --------------- | ------------------ | --------- |
| Adtranz                                    | Eurotram      | 72     | MP-001 à MP-072 | 2002               | 35 mètres |
| Bombardier                                 | Flexity Swift | 30     | MP-101 à MP-130 | 2008 - 2010        | 37 mètres |
| CRRC (China Railway Rolling stock Company) | -             | 18     | MP-201 à MP-218 | 2022 - 2023        | 35 mètres |

En 2023, le réseau doit commander 22 rames supplémentaires.